# José Joaquim Salema de Andrade Guerreiro de Aboim

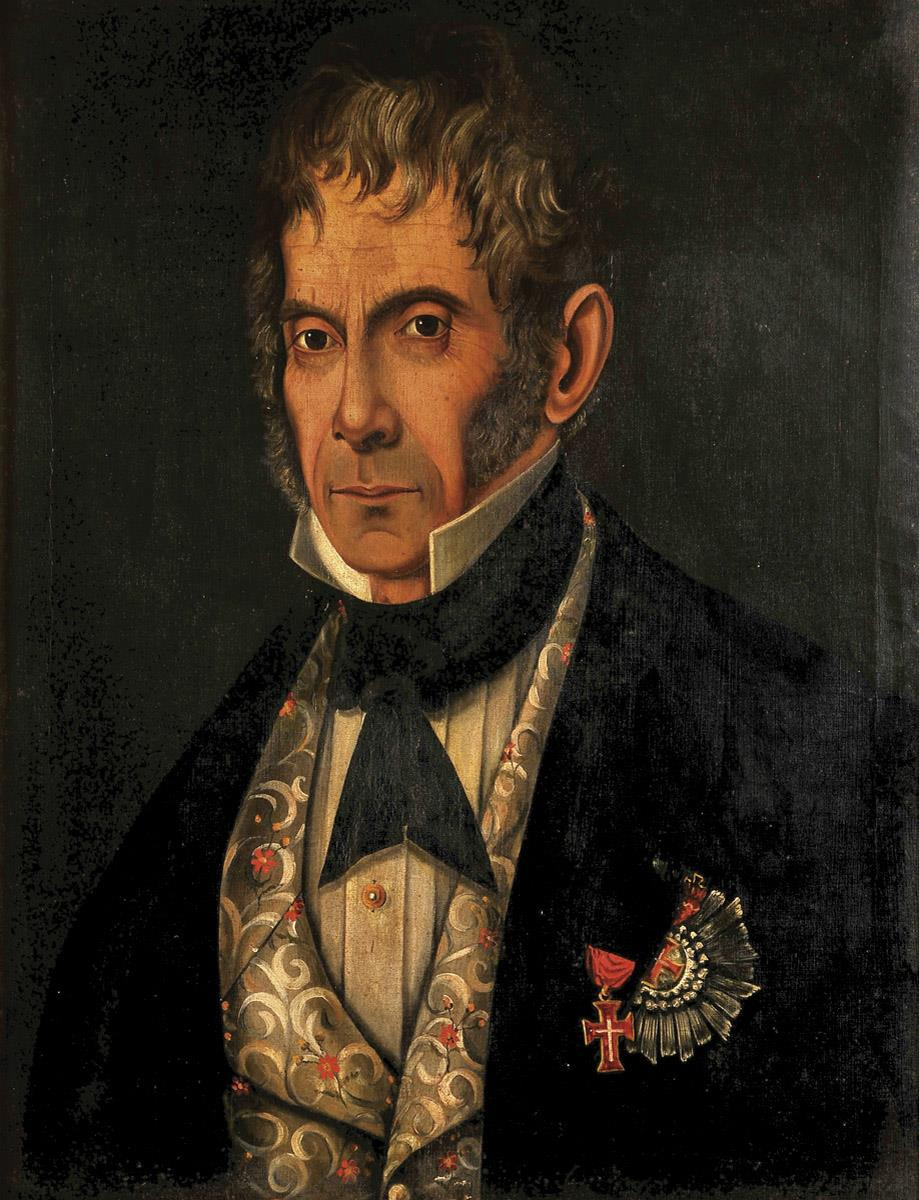
Jorge Joaquim Salema de Andrade Guerreiro de Aboim

José Joaquim Salema de Andrade Guerreiro de Aboim   (Santiago do Cacém, Portugal, 1782 - 1862) foi um militar e nobre português foi fidalgo e capitão-mor das ordenanças de São Tiago do Cacém em 1824.
7.º e último administrador do morgadio dos Raposos de Santiago do Cacém, de que veio a ser herdeira a sua sobrinha Maria Francisca Salema de Andrade Villalobos Guerreiro de Aboim (1816 - 1849), casada com o 2.º Conde de Avilez e mãe do 3.º Conde de Avilez, em cuja casa entrou todo o enorme património fundiário do vínculo dos Raposos.

## Relações familiares
Foi filho de José Joaquim Salema de Andrade Rapozo Peçanha (1 de Fevereiro de 1757 —?) e de D. Maria Perpétua Rosa de Aboim Guerreiro 5 de Abril de 1759 —?).